# GUNDAM战争大混战
《GUNDAM战争大混战》是由Artdink开发，万代南梦宫游戏于2006年10月5日发行的PlayStation Portable主机独占游戏。本游戏是《GUNDAM BATTLE TACTICS》的续集。是《GUNDAM BATTLE》系列第二部作品。2007年8月发布廉价版《PSP The Best》。

## 玩法
玩家最初扮演吉恩公国或地球联邦军的士兵。时代完结后，可选择成为泰坦斯或者奥古的士兵。本作的任务数超过了100。

### 登场作品
游戏中有以下作品中登场：
- 機動戰士GUNDAM
- MSV
- MS-X
- 机动战士高达 第08MS小队
- 机动战士高达0080 口袋中的战争
- 机动战士GUNDAM外传 THE BLUE DESTINY
- 机动战士高达外传 殖民地堕落之地
- 吉恩前线 机动战士高达0079
- 機動戰士GUNDAM戰記 Lost War Chronicles
- 機動戰士GUNDAM外傳 宇宙、閃光的盡頭…
- 機動戰士Z GUNDAM
- 机动战士高达 基连之野望
- GUNDAM前哨戰
- 汤尼岳崎的高达漫画